# Chip Zien
Jerome Herbert „Chip“ Zien (* 20. března 1947) je americký herec, jehož nejznámější rolí je Pekař v Broadwayské produkci Into the Woods od Stephena Sondheima. Objevil se ve všech muzikálech z „Marvinovy trilogie“ od Williama Finna: In Trousers, March of the Falsettos, Falsettoland a Falsettos. Hrál také pana Thénardiera v Broadwayské produkci Bídníků a Marka Rothenberga ve filmu Let číslo 93. Hlas propůjčil titulní postavě ve filmu Kačer Howard.

## Filmografie

### Film/televize
| Rok       | Název                                             | Role                                       | Poznámky               |
| --------- | ------------------------------------------------- | ------------------------------------------ | ---------------------- |
| 1973      | Love, American Style                              | Leo                                        |                        |
| 1977      | Off Campus                                        | Josh                                       |                        |
| 1978      | CHIPs                                             | Davey                                      |                        |
| 1978      | Fic-it City                                       | Irving                                     |                        |
| 1979      | The Rose                                          | Reporter                                   |                        |
| 1981      | So Fine                                           | Wise Guy in Disco                          |                        |
| 1981      | Ryan's Hope                                       | Daniel Thorne                              |                        |
| 1981–1982 | Love, Sidney                                      | Jason Stoller                              |                        |
| 1982      | NBC Special Treat                                 | Jake                                       |                        |
| 1983      | Reggie                                            | C. J. Wilcox                               |                        |
| 1984      | The House of God                                  | Eddie                                      |                        |
| 1984      | Grace Quigley                                     | Dr. Herman                                 |                        |
| 1985      | As the World Turns                                | Roastmaster                                |                        |
| 1986      | Cheers                                            | Jeff Robbins                               |                        |
| 1986      | Kačer Howard                                      | Kačer Howard (hlas)                        |                        |
| 1987      | Shell Game                                        | Bert Luna                                  |                        |
| 1987      | Hello Again                                       | Reporter #4                                |                        |
| 1989      | Newhart                                           | Pan Jenkins                                |                        |
| 1990      | Thirtysomething                                   | Dr. Verny                                  |                        |
| 1990–2002 | Zákon a pořádek                                   | Attorney Steven Cromwell/Mr. Green         |                        |
| 1991      | American Playhouse                                | Pekař                                      | Into the Woods epizoda |
| 1992      | Black Death                                       | Dr. Lionel Katz                            |                        |
| 1994      | Mrs. parker and the Vicious Circle                | Franklin P. Adams                          |                        |
| 1995      | The Wright Versicts                               | Assistant District Attorney Fred Keller    |                        |
| 1995      | Aaron's Magic Village                             | Treitel, Osel (hlasy)                      |                        |
| 1995      | Cagney & Lacey: The View Trough the Glass Ceiling | Assistant District Attorney Douglas Trayne |                        |
| 1995–1997 | Almost Perfect                                    | Gary Karp                                  |                        |
| 1996      | Cagney & Lacey: True Convictions                  | Assistant District Attorney Trayne         |                        |
| 1997      | Wings                                             | Bippy, Klaun                               |                        |
| 1997      | Profiler                                          |                                            |                        |
| 1998      | Snake Eyes                                        | Mickey Alter, Tylerův právník              |                        |
| 1998      | The Siege                                         | Chief of Staff                             |                        |
| 1998–2001 | All My Children                                   | Donald Steele                              |                        |
| 1999      | Guiding Light                                     | Aidan Heath                                |                        |
| 1999      | Breakfast of Champions                            | Andy Wojeckowzski                          |                        |
| 1999      | Now and Again                                     | Gerald Misenbach                           |                        |
| 1999      | Cosby                                             | Max                                        |                        |
| 1999      | Brooklyn Thrill Killers                           | Harry Lieberman                            |                        |
| 2000      | Judging Amy                                       | Dr. Ken Baker                              |                        |
| 2000      | Madigan Men                                       | Mr. Wolfe                                  |                        |
| 2000–2001 | Deadline                                          | Sammy Klein                                |                        |
| 2001      | Son of the Beach                                  | Larry Big                                  |                        |
| 2003      | CSI: Crime Scene Inverstigation                   | Právník                                    |                        |
| 2006      | Let číslo 93                                      | Mark Rothenberg                            |                        |
| 2006      | Inseparable                                       | Len                                        |                        |
| 2008      | The Verdict                                       |                                            |                        |
| 2008      | Lipstick Jungle                                   | Andrew                                     |                        |
| 2009      | Rosencratz and Guildenstern Are Undead            | Dr. Marsh                                  |                        |
| 2009      | Rescue Me                                         | Arthur Frost                               |                        |
| 2009      | The Good Wife                                     | Soudce Lee Sutman                          |                        |
| 2010      | Ugly Betty                                        | Frank                                      |                        |
| 2012      | Commentary                                        | Clifford Blowman                           |                        |
| 2013      | That's News To Me                                 | Dr. Henschel                               |                        |
| 2016      | Chicago P.D.                                      | Soudce Lurman                              |                        |
| 2016      | The Night Of                                      | Dr. Katz                                   |                        |
| 2016      | Mozart in the Jungle                              | Larry, The Night Watchman                  |                        |
| 2017      | Approaching a Breakthrough                        |                                            |                        |
| 2017      | Little Evil                                       | Stepdad Therapist                          |                        |
| 2018      | Bull                                              | Profesor Jameson                           |                        |
| 2018      | Dům z karet                                       | Dr. Charles Rosen                          |                        |
| 2019      | City on a Hill                                    | Adam Corso                                 |                        |
| 2021      | Zoey's Extraordinary Playlist                     | Alan                                       |                        |
| 2022      | Simchas and Sorrows                               | Mortimer                                   |                        |

### Divadlo
| Rok  | Název                     | Role                                                     | Poznámky             |
| ---- | ------------------------- | -------------------------------------------------------- | -------------------- |
| 1974 | Ride The Winds            | Inari                                                    |                      |
| 1974 | All Over Town             | (u/s) Charles, Demetrius, Detektiv Kirby, Laurent, Louie |                      |
| 1977 | The Redemption Center     | Manžel                                                   |                      |
| 1979 | In Trousers               | Marvin                                                   |                      |
| 1980 | The Suicide               | Victor Victorovich                                       |                      |
| 1981 | March of the Falsettos    | Mendel                                                   |                      |
| 1987 | Into the Woods            | Pekař                                                    |                      |
| 1989 | Grand Hotel               | Otto Kringelein                                          |                      |
| 1990 | Falsettoland              | Mendel                                                   |                      |
| 1992 | Falsettos                 | Mendel                                                   |                      |
| 1997 | Into the Woods            | Pekař                                                    | Koncert k 10. výročí |
| 2002 | The Boys From Syracuse    | Dromio z Efezu                                           |                      |
| 2005 | Chitty Chitty Bang Bang   | Goran                                                    |                      |
| 2006 | Bídníci                   | Pan Thénardier                                           |                      |
| 2008 | Applause                  | Buzz Richards                                            |                      |
| 2008 | The Country Girl          | Phil Cook                                                |                      |
| 2011 | The People in the Picture | Yossie Pinsker                                           |                      |
| 2012 | Into the Woods            | The Mysterious Man/Popelčin Otec                         |                      |
| 2013 | The Big Knife             | Nat Danzinger                                            |                      |
| 2015 | It Shoulda Been You       | Murray Steinberg                                         |                      |
| 2015 | Grand Hotel               | Otto Kringelein                                          | Koncert k 25. výročí |
| 2021 | Caroline, or Change       | Pan Stopnick                                             |                      |